# روتينا ويسلي
روتينا ويسلي هي ممثلة أمريكية ولدت في 21 ديسمبر 1979.

## روابط خارجية
- روتينا ويسلي على موقع IMDb (الإنجليزية)
- روتينا ويسلي على موقع روتن توميتوز (الإنجليزية)
- روتينا ويسلي على موقع ألو سيني (الفرنسية)
- روتينا ويسلي على موقع أول موفي (الإنجليزية)
- روتينا ويسلي على موقع قاعدة بيانات برودواي على الإنترنت (الإنجليزية)
- روتينا ويسلي على موقع قاعدة بيانات الأفلام السويدية (السويدية)
- روتينا ويسلي على موقع قاعدة بيانات الفيلم (الإنجليزية)
- روتينا ويسلي على موقع كينوبويسك (الروسية)